# John Manat Chuabsamai
John Bosco Manat Chuabsamai (ur. 31 października 1935 w Bang Nok Khwaek, zm. 21 października 2011) – tajlandzki duchowny rzymskokatolicki, biskup Ratchaburi w latach 1986–2003.
Studiował filozofię i teologię w Madrasie. Święcenia kapłańskie przyjął 10 maja 1961 r. Był duchownym tajlandzkiej diecezji Ratchaburi. W latach 1976–1977 uzupełniał studia filozoficzne na Katolickim Uniwersytecie Ameryki w Waszyngtonie. Później był wykładowcą akademickim. Od 1984 r. pełnił funkcję rektora seminarium duchownego diecezji Ratchaburi.
W listopadzie 1985 r. został mianowany biskupem Ratchaburi. 6 stycznia 1986 r. przyjął sakrę biskupią w Rzymie z rąk papieża Jana Pawła II.
W maju 1993 r. podczas wizyty w Manili spotkał się z biskupem Salvadorem Lazo pod wpływem którego zaczął interesować się nadzwyczajną formą rytu rzymskiego i powrócił do odprawiania w nim mszy. Utrzymywał w tym czasie żywe kontakty z Bractwem Kapłańskim Świętego Piusa X. W kwietniu 2000 r. spotkał się z przełożonym generalnym Bractwa Świętego Piusa X, biskupem Bernardem Fellayem. W 2001 r. odbył wiele spotkań z księżmi i klerykami lefebrystami podczas swojej podróży zagranicznej po Stanach Zjednoczonych Ameryki.
W 2003 r. zrezygnował z funkcji biskupa ordynariusza Ratchaburi.